# Sankt Andrä
Sankt Andrä (korábbi nevén Lavant) osztrák város Karintia tartomány Wolfsbergi járásában. Lakossága 2016 januárjában 10 061 fő volt. A város egykor a Maribori főegyházmegye elődje, a Lavanti egyházmegye püspöki székvárosa volt.

## Elhelyezkedése

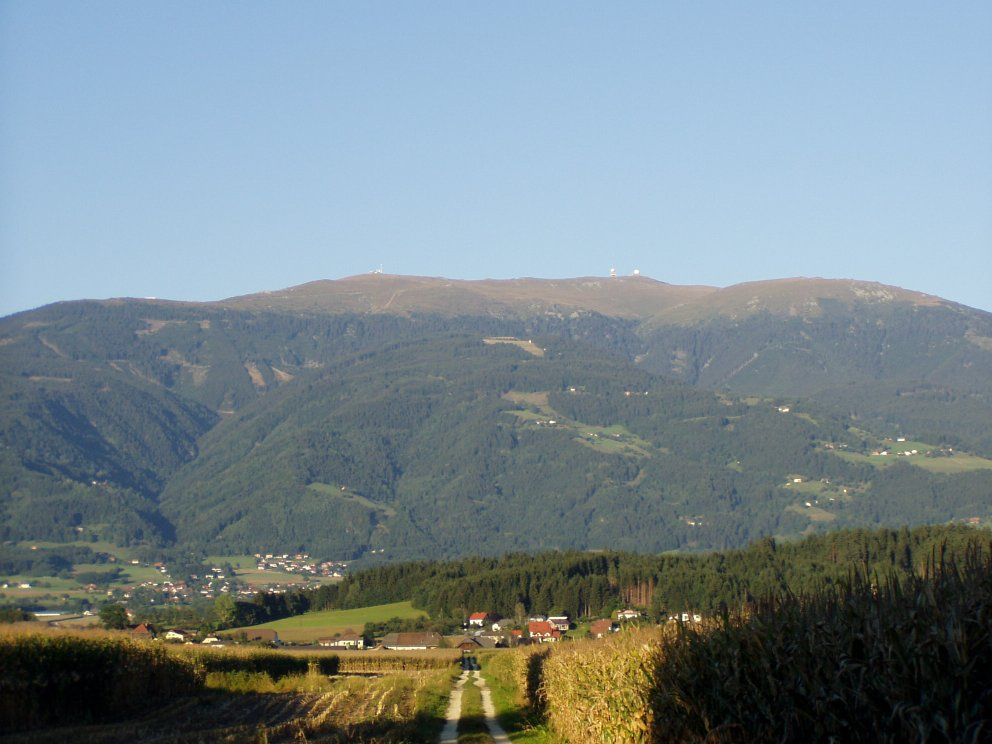
A Koralpe-hegység

Sankt Andrä a Lavant folyó völgyében fekszik. Maga a város a völgy szintjéből 30 m-re kiemelkedő dombon helyezkedik el, de területéhez tartoznak még a völgyet nyugatról (Saualpe) és keletről (Koralpe) határoló hegyvonulatok alig lakott lejtői is. Az önkormányzathoz 21 katasztrális községben 64 kisebb-nagyobb falu és egyéb településrész tartozik.
Sankt Andrät északról Wolfsberg és Frantschach-Sankt Gertraud, délkeletről Sankt Georgen im Lavanttal, délről Sankt Paul im Lavanttal, nyugatról pedig Griffen határolja.

## Története

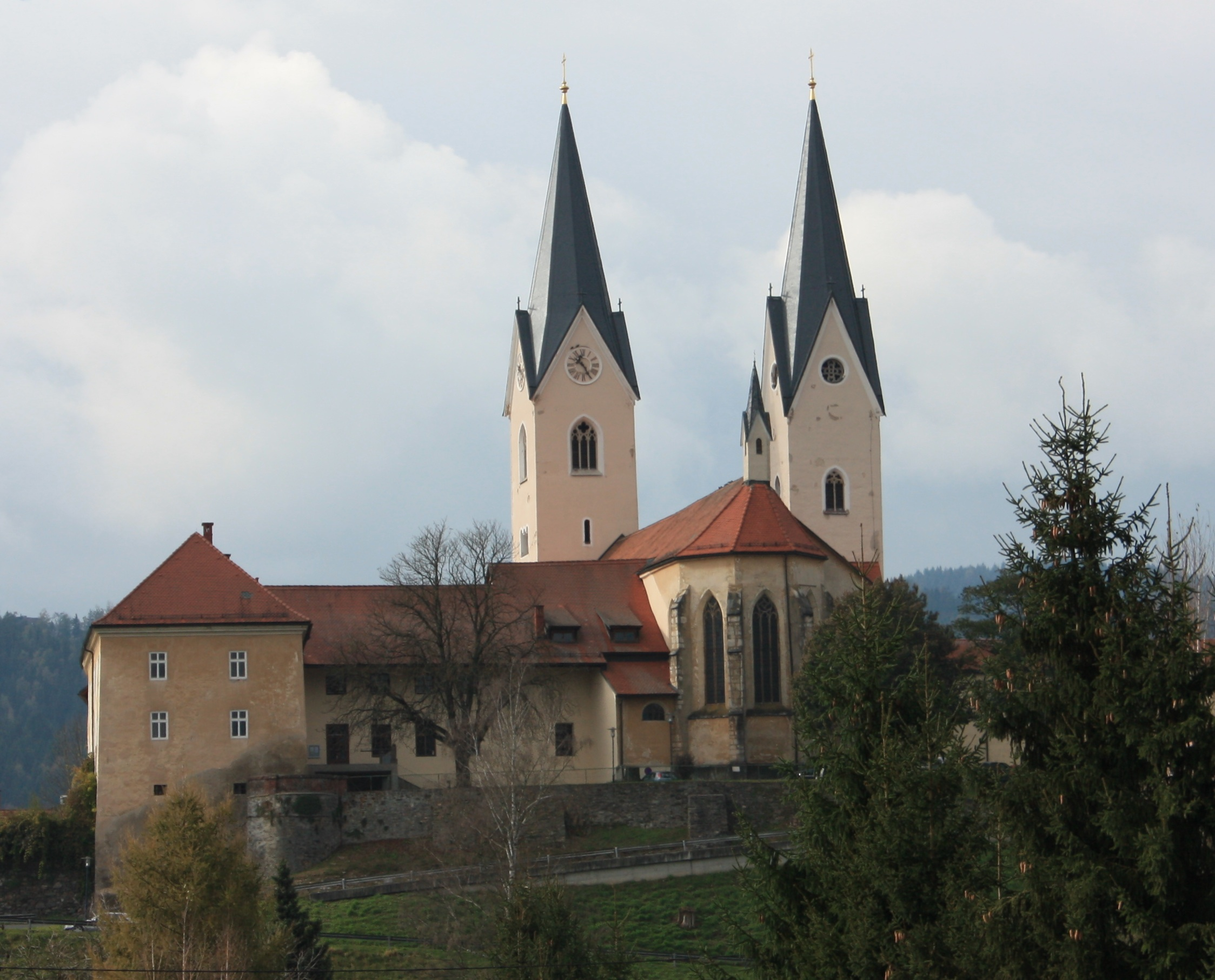
A Szt. András-plébániatemplom, amelyről a város a nevét kapta

A város mai területén – amely ekkor a salzburgi érsek tulajdona volt – először 860-ban említenek települést curtis ad labantam ("lavanti udvar") néven. Ekkor már Lavant (St. Andrä ekkori neve) volt a környék legnagyobb települése, amelyet Friesachból igazgatott egy ispán az érsek nevében. Templomáról először 890-ben történik említés.
1212-ben II. Eberhard érsek Ágoston-rendi rendházat alapított itt. A rendház vezetője egyben ellátta az archdiakónusi feladatokat is. Az érsek 1228-ban megalakította a Lavanti egyházmegyét és a püspök székesegyházául az itteni Andreaskirchét jelölte ki. 1318-tól a Lavanti egyházmegye vezetőjét a hercegpüspök (Fürstbischof) cím illette meg.
Egy 1234-es oklevél szerint a településnek joga volt vásárt tartani. Egy 1289-es dokumentumban civitas-ként, városként hivatkoznak rá. A település neve a 13. században Lavant volt, de az Andreaskirche után ekkortól Sankt Andräre változott a megnevezése. 1339-ben II. Albert herceg engedélyezte egy városfal és vizesárok építését; ezek maradványai ma is láthatóak. 1417-ben törökök ostromolták a várost, 1480-ban pedig III. Frigyes császár, aki viszályba került a salzburgi érsekkel. Még ugyanabban az évben a törökök ismét kifosztották Sankt Andrät.
1570 körül pestis pusztított. A 17. században kibővítették a Bischofshofot, hogy a püspök állandó lakhelyéül szolgálhasson. 1647-ben megkezdték a Maria Loreto-kegytemplom építését, 1673-ban pedig domonkos-rendi kolostort alapítottak. 1803-ban az érsek birtokait szekularizálták, St. Andrä pedig az osztrák államhoz került. 1809-ben a napóleoni háborúk során franciák fosztották ki a várost. Az ágostonos rendházat 1808-ban felszámolták.
1859-ben Martin Slomšek püspök áthelyezte a székhelyét Marburg an der Drauba, a püspöki palotát pedig a jezsuiták kapták meg. 1727-ben, 1821-ben és 1886-ban tűzvész, 1874-ben pedig árvíz pusztított a településen.
Az első világháború idején a templomok harangjait beolvasztották. A nemzetiszocialisták 1934-es puccskísérlete során harcok dúltak a környéken. A nemzetiszocialista kormányzat 1940-ben elkobozta a volt püspöki lakhelyet a jezsuitáktól; az épületbe a háború után az angol megszálló hatóság költözött. Ma az épületben nyugdíjasotthon működik.
1973-ban Eitweg, Fischering, Maria Rojach és Schönweg községeket St. Andrähoz csatolták és létrejött a mai önkormányzat.

## Lakosság
St. Andrä lakossága 2016 januárjában 10 061 fő volt, ami némi visszaesést jelent a 2001-es 10 719 fős állapothoz képest. A 2001-es népszámlálás adatai szerint a lakosok 17,9%-a volt 15 év alatt és 21,1%-a 60 év fölött. Az itt lakók 97,8%-a volt osztrák állampolgár. 93,5%-uk katolikusnak, 1,1%-uk evangélikusnak, 3,2% pedig felekezeten kívülinek vallotta magát. 97,9%-nak a német volt az elsődleges nyelve, 0,2%-nak a szlovén, 0,6%-nak a horvát, 0,4%-nak pedig a török.

## Látnivalók

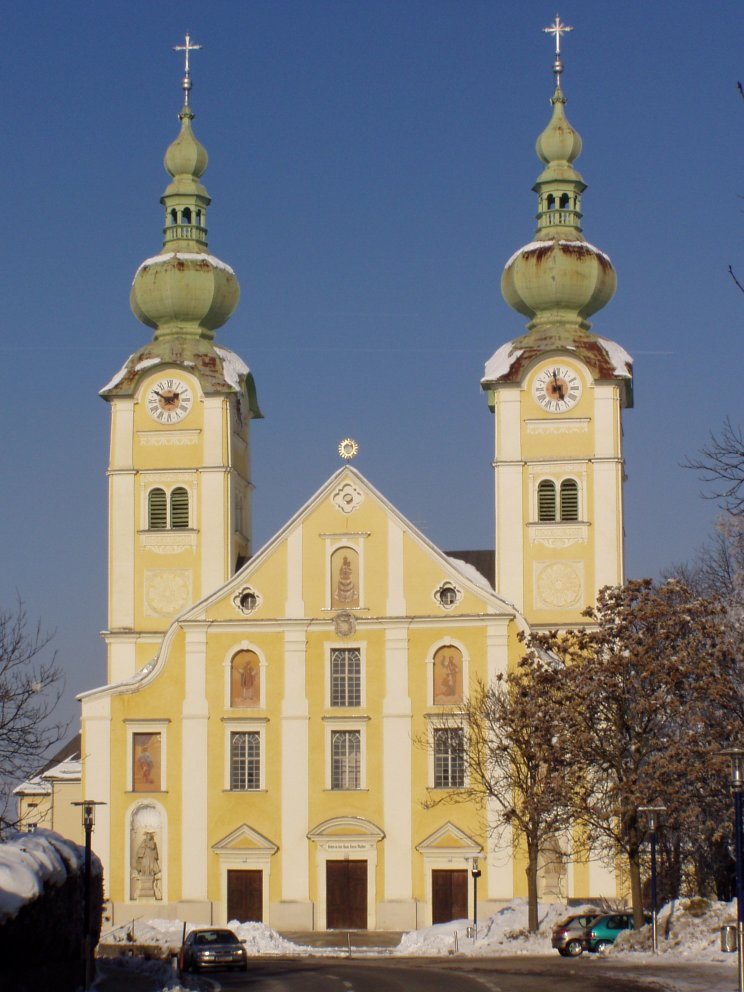
A Loretói Szűz Mária-templom

- a gótikus stílusú katolikus plébániatemplom. Mivel korábban évszázadokon át a lavanti egyházmegye katedrálisa volt, a püspökök benne temetkeztek. Mai külsejét a 17. és 19. századi átépítések során nyerte el.
- Loretói Szűz Mária-zarándoktemplom. Az 1656-ban rokokó stílusban épült templom mellé 1665-ben domonkosrendi kolostor települt. Hatvan méter magas tornyai 1730-ból valók. A kolostort II. József 1782-ben bezáratta, épületeiben sörfőzde működött. A templom 1860-ban, a püspöki székhely elköltözése után a jezsuitáké lett. A templom 2014-ben basilica minor státuszt kapott.
- a jezsuita kolostor
- a volt püspöki rezidencia, amelyben ma a Haus Elisabeth nyugdíjasotthon működik
- a régi városkapu és a városfal maradványai
- Maria Rojach katolikus temploma. Gótikus szárnyasoltára 1520-ból származik.

## Testvérvárosok
- Jelsa, (Horvátország)
- Saldus, (Lettország)

## Fordítás
- Ez a szócikk részben vagy egészben  a   Sankt Andrä (Kärnten) című német Wikipédia-szócikk ezen változatának fordításán alapul.  Az eredeti cikk szerkesztőit annak laptörténete sorolja fel. Ez a jelzés csupán a megfogalmazás eredetét és a szerzői jogokat jelzi, nem szolgál a cikkben szereplő információk forrásmegjelöléseként.